# Pia Bauer
Pia Bauer (* 5. Februar 1871 in Buchen; † 10. Dezember 1954 in Heidelberg) war eine deutsche Krankenschwester, Oberschwester, Röntgenschwester und Nestorin der onkologischen Pflege in Deutschland.

## Biographie
Die katholisch erzogene Bauer besuchte zunächst eine Höhere Töchterschule und begann anschließend am 1. Oktober 1896 eine Ausbildung zur Krankenschwester im Karlsruher Rotkreuzmutterhaus.
Bereits im Jahr 1859 hatte Luise von Baden in Karlsruhe den ersten Frauenverein vom Roten Kreuz, sowie die badische Schwesternschaft vom Roten Kreuz, die „Luisenschwestern“ ins Leben gerufen. Eine ähnliche Gründung gab es mit dem Albertverein im Jahr 1867 in Dresden durch Carola von Sachsen.

### Verdienste um onkologische Pflege am akademischen Krankenhaus in Heidelberg
Im Karlsruher Rotkreuzmutterhaus lernte Pia Bauer ihre Weggefährtin Mathilde von Horn, die spätere Generaloberin des Badischen Roten Kreuzes, kennen. Die praktisch-pflegerische Ausbildung Pia Bauers fand überwiegend in der Chirurgischen Universitätsklinik Heidelberg (damals: akademisches Krankenhaus Heidelberg) statt. Nach Bauers Abschluss wurde sie am 18. November 1898 als Rotkreuzschwester in die Luisenschwesternschaft aufgenommen. Bereits am 1. März 1899 wurde sie zur Oberin des Heidelberger Hospitals ernannt und trat damit die Nachfolge Hedwig von Schlichtings an, die ebenfalls dem Karlsruher Mutterhaus entstammte. Hedwig von Schlichting war an das neue Allgemeine Krankenhaus in Eppendorf bei Hamburg berufen worden. 1909 erfolgte die Ernennung Pia Bauers zur Oberin des Samariterhauses, der späteren Radiologischen Klinik am Universitätsklinikum Heidelberg. In diesem Haus, das seit dem Jahr 1906 von dem renommierten Heidelberger Mediziner und Krebsforscher Vincenz Czerny als Teil seines Instituts für Experimentelle Krebsforschung genutzt wurde, fanden überwiegend Krebskranke Aufnahme. Die prominente Inschrift an der Vorderfront des Samariterhauses lautete bzw. lautet noch heute (2016) „In Scientia Salus“, wie dies bereits Bernhard Naunyn („Nur in der Wissenschaft liegt das Heil der Medizin“) im Jahr 1860 formuliert hatte.
Pia Bauer gehörte zu den ersten Pflegerinnen, die nach Entdeckung der Röntgenstrahlen und der Einführung der Radiumtherapie Erfahrungen mit der Pflege von krebserkrankten Patienten machte. Vincenz Czerny sprach sich für die Wiederaufnahme von Massagen in der Patientenbehandlung aus, welche von den Römern geübt und im Orient niemals ganz vergessen worden waren. Er plädierte im Weiteren für die mit Massagen verknüpfte Hydrotherapie sowie für Heißluft- und Lichtbäder. Pia Bauer sammelte entsprechende Erfahrungen und Mathilde von Horn nahm Massagekurse sowie Elemente der Physiotherapie in das von ihr konzipierte Pflegecurriculum auf. Bereits im Jahr 1913 hatte zudem Ernst von Seuffert auf dem IV. Internationalen Kongress für Physiotherapie über Röntgenbehandlung bei Uteruskarzinomen berichtet und auf die Bedeutung ergänzender Therapien hingewiesen.
Pia Bauer leitete die Pflege im Samariterhaus bis zu ihrer Pensionierung 1934. Als Oberin leitete sie in dieser Zeit, ähnlich wie Vincenz Czerny dies bei angehenden Medizinern im klinischen Unterricht praktizierte, Generationen von Pflegeschülern und Pflegekräften im Umgang und in der anspruchsvollen Pflege onkologischer Patienten an. Bauer bewohnte im Dachgeschoss des neu erbauten Samariterhauses ein geräumiges und komfortables Wohn- und Schlafzimmer mit insgesamt immerhin 67 Quadratmetern Wohnfläche, was für die damalige Zeit luxuriös war. Die Küche teilte sie mit anderen Krankenschwestern. Es gab, auch dies für die damalige Zeit luxuriös, sogar schon einen Aufzug.
Für ihre herausragenden Verdienste um die Krebskrankenpflege wurde sie 1933 mit der Florence-Nightingale-Medaille ausgezeichnet. Pia Bauer starb am 10. Dezember 1954 in ihrer Heidelberger Wohnung.

#### Tätigkeit als Röntgenschwester
Nachdem Vinzenz Czerny ab dem Jahr 1907 mit dem Aufbau einer modernen Röntgenabteilung im Samariterhaus begonnen hatte, arbeitete Pia Bauer auch als Röntgenschwester. Die Berufsbezeichnung für die damalige Röntgenschwester lautet aktuell (2016) „Medizinisch technische Radiologieassistentin“ bzw. „Medizinisch technischer Radiologieassistent.“ Die Arbeit als Röntgenschwester in der Zeit von Pia Bauer war gefährlich, da die Schädigung durch Röntgenstrahlen nicht bekannt war. So standen die Röntgenschwestern und -Ärzte ohne jegliche Schutzkleidung während der Röntgendurchleuchtung von Patienten direkt neben Durchleuchtungsgeräten. Im Samariterhaus wurde auch ein Wärter eingestellt, der fotografische Erfahrung hatte. Es galt, technischen Veränderungen und deren modifizierten Gegebenheiten Rechnung zu tragen.

#### Ehrendoktorwürde der Med. Fak. Heidelberg an Henry Dunant
Im Jahr 1903 wurde dem Begründer des Internationalen Roten Kreuzes, Henry Dunant, zu dessen Mutterhaus Pia Bauer gehörte, von der Medizinischen Fakultät der Ruprecht-Karls-Universität die Ehrendoktorwürde für seine Verdienste um Krankenpflege und spezielle Kriegskrankenpflege verliehen. Dunant erhielt die Ehrendoktorwürde gemeinsam mit Gustave Moynier. Der Arzt, Krebsforscher und ärztliche Vorgesetzte Pia Bauers, Vinzenz Czerny, betonte bei der Zentenarfeier der Ruperto Carola im Jahr 1903 die Entwicklung der freien Wissenschaft der Ruprecht-Karls-Universität seit dem Jahr 1803 und knüpfte damit an die Tradition seines Vorgängers Franz Anton Mai und dessen Verdienste um die Akademisierung der Pflege bereits hundert Jahre zuvor an. Aus gesundheitlichen Gründen war es Dunant nicht möglich, die Zentenarfeier zu besuchen. Er beschränkte sich auf schriftliche Grußworte.

### Tätigkeit während der beiden Weltkriege
Der Badische Frauenverein, Zweigverein Heidelberg, unterhielt zu Beginn des Ersten Weltkriegs sechs Abteilungen. Eine dieser Abteilungen war die Krankenpflegeabteilung, die einen Zweig dem Kranken- und Lazarettwesen widmete. So wurde während des Ersten Weltkriegs die Tätigkeit von Pia Bauer als Oberin des Samariterhauses durch Einsätze in der Lazarettpflege, unter anderem im Kriegslazarett in der Stadthalle Heidelberg, unterbrochen.
Nach ihrem Rückzug aus der Pflege ließ sich Pia Bauer während des Zweiten Weltkrieges im Dezember 1941 nochmals als Pflegedienstleitung reaktivieren.

### Mitstreiterinnen aus der DRK Pflege
Pia Bauer, die Weggefährtin von Mathilde von Horn, legte mit dieser gemeinsam im Jahr 1908 das Amt der Oberin nieder, um gegen die belastenden Arbeitsbedingungen in der Pflege zu protestieren.
Ebenfalls am akademischen Krankenhaus in Heidelberg eingesetzt waren, in überlappenden Jahren, die DRK-Schwestern Ernestine Thren und Olga Freiin von Lersner. Ernestine Thren erwarb sich Verdienste in der Pflege Pockenerkrankter. Olga von Lersner war Oberin der Ludolf von Krehl Klinik und später die Leiterin der Schwesternschule der Universität Heidelberg.

#### Belastende Arbeitsbedingungen im Samariterhaus
Spätestens nachdem es im Samariterhaus eine technisch moderne Röntgenabteilung gab, die bessere diagnostische und therapeutische Möglichkeiten eröffnete, hatte das Samariterhaus ab ca. 1907 mit Platzmangel und Wartelisten für die Patienten zu kämpfen. Dies war mit ein Grund für die Niederlegung des Amtes der Oberin von Pia Bauer und Mathilde von Horn. Die Mortalitätsrate betrug zwischen 1906 und 1909 zudem etwa 13 %. Die psychische Belastung für das Pflegepersonal darf für diesen Zeitraum also nicht unterschätzt werden. Vinzenz Czerny achtete deshalb verstärkt darauf, dass auch Patienten mit einer günstigeren Prognose in das Samariterhaus aufgenommen wurden (ulceröse Tuberkulose, gutartige Kröpfe o.ä.), damit das Haus nicht den Ruf der „Siechenanstalt“
bekam und das Pflegepersonal auch wieder Erfolgserlebnisse für seine Arbeit sah.

## Weiterführung der Tradition onkologische Pflege in Heidelberg
Im Jahr 1983 gab es in der Chirurgischen Universitätsklinik Heidelberg eine erste Initiative zur Weiterbildung von Krankenpflegern in der onkologischen Pflege. Im Jahr 1991 erhielt das Universitätsklinikum Heidelberg die erste staatliche Anerkennung bundesweit für diese Weiterbildung. In Fortführung der Tradition von Pia Bauer und Vincenz Czerny kann das Universitätsklinikum als Wegbereiter für die onkologische Pflege betrachtet werden.

## Ehrungen
- Pia Bauer erhielt im Jahr 1933 die Florence-Nightingale-Medaille.
- Die Konferenz onkologische Kranken- und Kinderpflege (KOK) vergibt alle zwei Jahre den Pia-Bauer-Preis.[18][19]